# Shibayama
Shibayama (japanska: 芝山町?, Shibayama-machi) är en landskommun (köping) i Chiba prefektur i Japan. 